# Olympic Valley
Olympic Valley (popularnie znane jako Squaw Valley) – osada i obszar niemunicypalny w hrabstwie Placer, w amerykańskim stanie Kalifornia. Leży w paśmie górskim Sierra Nevada, nad rzeką Truckee, niedaleko jeziora Tahoe. Znajduje się tu ośrodek narciarski Squaw Valley Ski Resort, w którym odbywały się Zimowe Igrzyska Olimpijskie 1960. Jest to najmniejsza miejscowość, jaka gościła igrzyska.
Według spisu ludności z 2000 roku Olympic Valley zamieszkiwane jest przez 7777 osób. 
W 2020 r. zapowiedziano zmianę nazwy osady, gdyż deprecjonuje ona zdaniem pomysłodawców rdzennych mieszkańców Ameryki. 

## Galeria

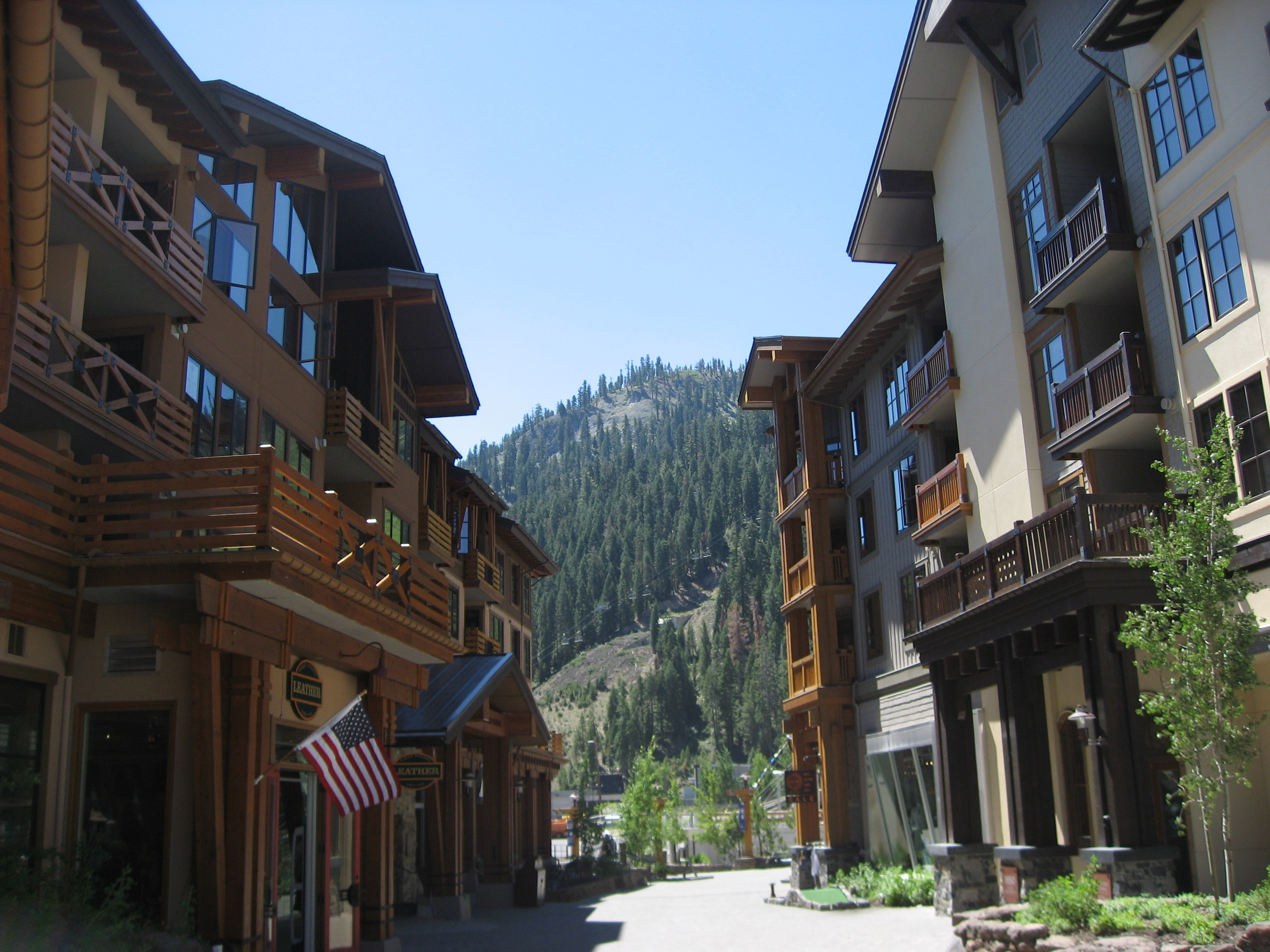
Squaw Valley
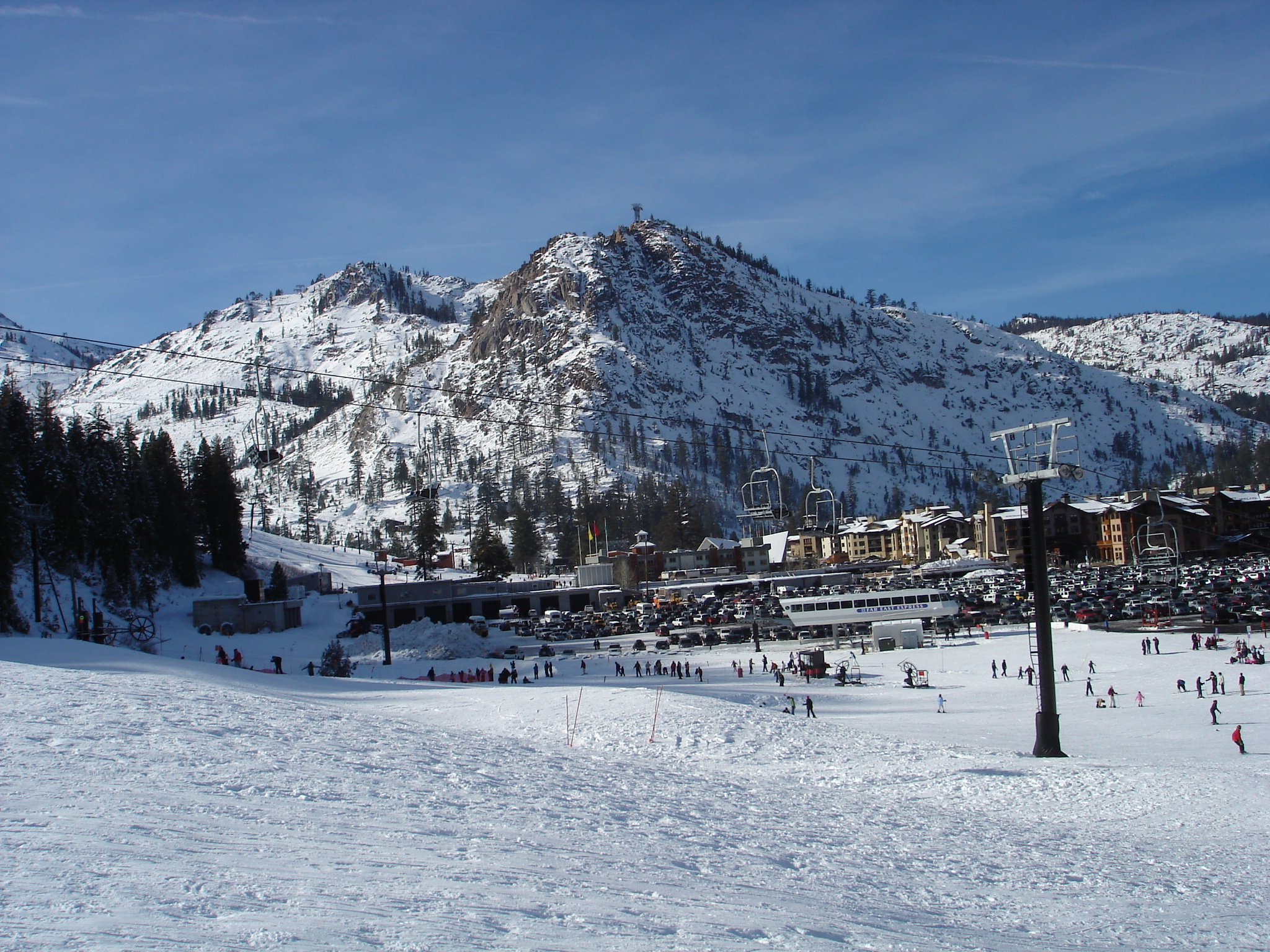
Squaw Valley
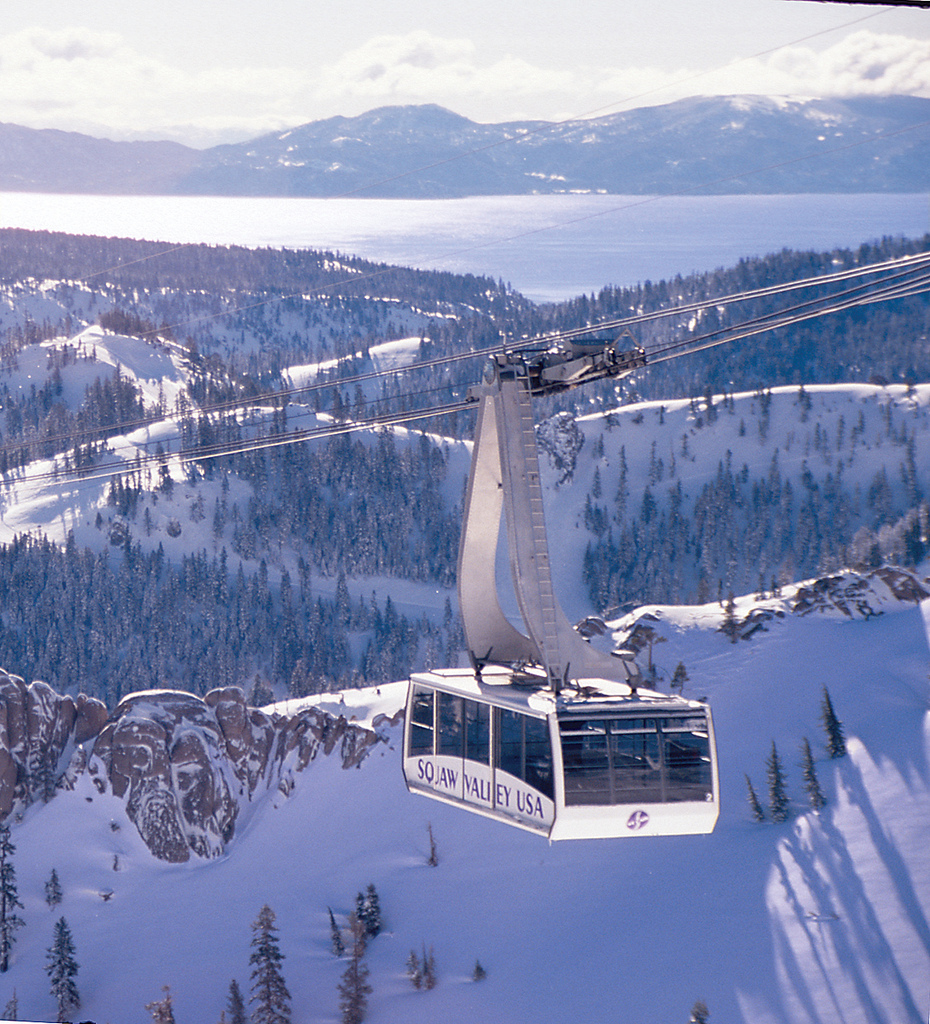
Kolejka górska na Tahoe Mountain
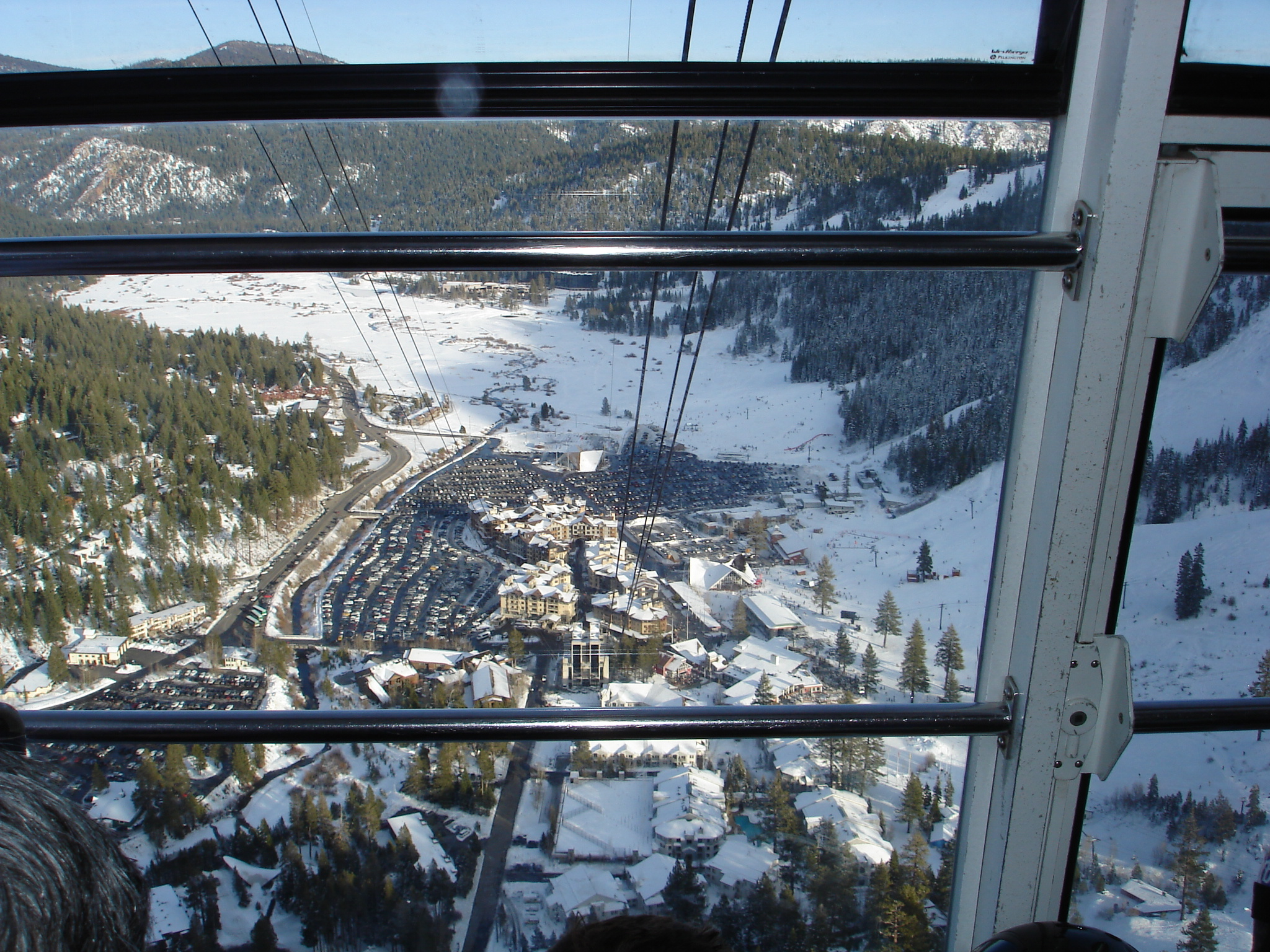
Widok z kolejki na Squaw Valley